# كلاس (طب)
كُلَاس أو الداء الكلسي أو داء التكلس (بالإنجليزية: Calcinosis)‏ هو تَشَكُل ترسبات الكالسيوم في الأنسجة اللينة.

## الأنواع

### كلاس حثلي
يُعتبر الكُلاس الحَثَلِي أكثر أنواعِ الكُلاس شيوعًا، ويحدثُ هذا النوع كاستجابةٍ لأي ضرر في الأنسجة اللينة، وأيضًا تحدث عند زرع الأجهزة الطبية.

### كلاس نقيلي
يَحدث الكُلاس النَقيلي عند وجود خلل جهازي في توازن الكالسيوم، والذي قد يحدثُ بسبب فرط كالسيوم الدم أو القصور الكلوي أو متلازمة الحليب-القلوي أو بسبب نقصٍ أو زيادةٍ في المعادن الأخرى، كما قد يحدث من أسبابٍ أُخرى.

### كلاس ورمي
الكُلاس الورمي من الحالات نادرةِ الحدوث وأسبابُ حدوثها غير مفهومةٍ تمامًا، ولكنها عمومًا تتميز بكلاساتٍ كبيرةٍ كُروية قرب المفاصل.